# Žička kartuzija
Žička kartuzija (latinsko Domus in Valle Sancti Johannis), je nekdanji samostan kartuzijanskega verskega reda v dolini svetega Janeza Krstnika, v kraju Stare Slemene, v bližini naselja Žiče, v občini Slovenske Konjice.

## Ustanovitev
Kartuzija je nastala okoli leta 1160, ustanovila sta jo zadnja Traungauca, štajerski mejni grof Otokar III. Štajerski (*1129, †1164) in njegov sin Otokar IV. Štajerski, od leta 1180 štajerski vojvoda Otokar I. (†1192), ki je z ustanovno listino iz leta 1165 (danes v Štajerskem deželnem arhivu v Gradcu, listina št. 171) kartuzijo potrdil. Gre za devetnajsti samostan tega reda, najstarejšo kartuzijo v Srednji Evropi in za prvo kartuzijo izven matičnega romanskega območja v Franciji in Italiji. Poleg odločitve, da se menihi naselijo na posesti Otokarjevega ministeriala Leopolda Konjiškega, je v zadnji vrsti listine že napisano ime prvega priorja Beremunda.
Štajerska zgodovinarja Pusch in Froelich sta mnenja, da je skupina dvanajstih patrov in dvakrat toliko konverzov iz francoske Velike kartuzije pri Grenoblu prišla v Konjice leta 1160, kjer so se naselili v župnišču vse do leta 1164, ko so bila za prebivanje primerna poslopja v dolini sv. Janeza končana. Za čas prihoda prvih kartuzijanov v letu 1160 se izreka tudi Jakob Stepišnik, avtor monografije o Žički kartuziji. V skupini kartuzijanov je bil tudi kasnejši prvi prior Beremund, grof cornwallski, sorodnik angleške kraljeve rodbine, ki je dotlej vodil kartuzijo Durbon v Provansi, kmalu se jim je pridružil konverz brat Aynard (Aynardus), stavbeni mojster, ki so ga iz Velike kartuzije poslali, da bi vodil gradbena dela.

## Legenda o ustanovitvi
Kot pri mnogih srednjeveških samostanih, se je tudi o Žički kartuziji ohranila legenda o ustanovitvi. Kar dve različici legende sta zapisani v rokopisu, ki ga hrani Zgodovinski arhiv Celje (Zgodovinski arhiv Celje, RKP.7,FOL 3R), zgodba o ustanovitvi pa je upodobljena na oljni sliki iz Klosterneuburga. Ko naj bi se štajerski mejni grof Otokar III. Traungavec vrnil s križarske vojne, si je zaželel nekaj zabave, obiskal je Leopolda Konjiškega, ter odšel z njim na lov na Konjiško goro. Ko je prišel v goščavo na južni strani gore, je pred njega pritekla košuta izredno neobičajne bele barve. Čeprav jo je zasledoval na konju, je ni ujel. V poletni vročini (bilo je na god sv. Janeza Krstnika) se je utrudil in v prijetno hladni senci zaspal. V sanjah se mu je prikazal mož, oblečen v bel plašč, ki se mu je razkril kot sveti Janez Krstnik. Naročil mu je, kje naj mu postavi samostan. Ko je podoba izginila, se je Otokar prebudil iz sanj. Tedaj mu je v naročje skočil zajec, ki so ga preplašili lovci, in Otokar naj bi po slovensko zaklical: »Zajec, glej no, zajec!« Po prvi različici naj bi z gradnjo samostana pričeli na kraju, kjer danes v kartuziji stoji cerkev sv. Janeza Krstnika, po drugi pa je Otokar III. pričel z gradnjo v Konjicah, vendar ga je svetnik opomnil, da ni izbral pravega mesta. Prav tako naj bi mu tudi naročil poslati v Veliko kartuzijo sla s pismom, s katerim naj tamkajšnjega priorja zaprosi, da v te kraje pošlje kartuzijanske menihe.  
Na podlagi vzklika iz legende naj bi samostan dobil svoje ime, dolgo časa so mu rekli »Zajčki klošter«. Po nemško so »zajec« zapisali kot »Seitz« in začetnica S je tudi v samostanskem grbu (na heraldični levi strani grba), ki je naslikan na veduti kartuzije iz leta 1730.

## Arhitektura Žičke kartuzije

### Zgornji samostan - Stare Slemene
Aynardova prisotnost je vplivala na arhitekturo in organizacijo kartuzijanske naselbine. Prva zasilna kartuzija je bila postavljena vsaj do leta 1165. V naslednjih desetletjih je bila po vzoru francoskih kartuzij in v skladu z redovnimi pravili pozidana enoladijska cerkev brez zvonika (sprva zgolj za patre, kartuzijane z mašniškim posvečenjem).
Vsako kartuzijo je obdajalo obzidje, ki je fizično ločevalo samostan od okolice. Različni viri, zgodovinske upodobitve Žičke kartuzije in ohranjene ruševine ter arheološke najdbe dokazujejo, da je Žička kartuzija klasičen primer kartuzijanske arhitekture, skoraj iz samih začetkov tega reda. Ker redovna pravila niso skoraj ničesar predpisovala glede gradnje, so v Žički kartuziji stavbe razporejene glede na obliko krajine, terenu pa se je prilagodilo tudi dokaj dobro ohranjeno obzidje zgornjega samostana Žičke kartuzije, ki je v tlorisu skorajda trikotne oblike.
Zgornji samostan (tudi zgornja hiša ali »domus superior«) je obsegal celice za 12 patrov in hišo priorja (simbolično jim je bila vzgled skupnost dvanajstih apostolov, z Jezusom na čelu), pa tudi veliki in mali križni hodnik. Okoli malega križnega hodnika so bili zgrajeni skupni prostori: kuhinja, kapiteljska dvorana z oltarjem, ki je bila običajno povezana s priorjevo hišo in njegovo kapelo, pa tudi refektorij (skupna jedilnica) ter dormitorij (spalnica) za brate konverze, ki so ob nedeljah in praznikih iz spodnjega prihajali v zgornji samostan.

### Spodnji samostan - Špitalič
Spodnji bratovski samostan (domus inferior), na področju cerkve v Špitaliču, so sestavljale celice za 16 bratov laikov - konverzov, ki jih je prav tako povezoval križni hodnik. O spodnjem samostanu za brate konverze danes ni vidnih sledov, domneva se, da je prav tako imel skupno kuhinjo in jedilnico, pa tudi infirmarium (bolnišnico) za bolne brate. Četudi so bili zaradi redovnih omejitev žički kartuzijani onemogočeni neposrednega delovanja med ljudmi, so bili kljub temu pravi zgled iskrene in resnične karitativnosti. V sklopu spodnjega samostana so namreč imeli tako imenovani hospital (hospic), ki naj bi stal na mestu sedanjega župnišča in po katerem je dobil ime Špitalič. V njem so pomoči potrebni dobivali miloščino v denarju, pa tudi pomoč v oskrbi, obleki, hrani in zdravilih, ki so jih v kartuziji izdelovali tudi iz gojenih zelišč, po skrbno zapisanih recepturah iz samostanske knjižnice.
Dokler so bratje konverzi živeli ločeno od patrov, je imel tudi spodnji samostan svojo samostansko / današnjo župnijsko cerkev, posvečeno Devici Mariji (ecclesia minor). Bratje laiki so (pod vodstvom prokuratorja) s svojim delom pripomogli k obstoju in delovanju glavne kartuzije. Večinoma so bili nepismeni, zato jim je verska besedila pri mašah bral in razlagal prokurator.

## Zgodovina
V prvih začetkih se je kartuzija težko prebijala, samostanski prihodki so bili majhni, in šele v 13. stoletju se je razvila in dosegla prvi razcvet, tudi po zaslugi privilegijev, ugodnosti in svoboščin, ki jih podeljevali in darovali plemiči ter razni cerkveni dostojanstveniki, med njimi Otokar IV. Štajerski, knez Leopold, koroški vojvoda Ulrik III., oglejski patriarhi in papeži, kasneje pa tudi Celjski grofje. Ko se je kartuzijanski red močno razširil in se razdelil na province, je Žička kartuzija pripadla Lombardski provinci. Med nadaljnjo delitvijo reda so Žiče leta 1335 postale sprva sedež Nemške province (Provinicia Alemaniae), leta 1355 sedež Zgornjenemške province (Provinicia Alemaniae Superioris). Že pred koncem 13. stoletja so žički menihi s priorjem Gotfridom pomagali pri ustanovitvi hčerinske kartuzije Červany klaštor v Lehnici na današnjem Slovaškem.
Največji razcvet pa je za Žičko kartuzijo prinesla ena od velikih katastrof v zgodovini katoliške Cerkve - Velika zahodna shizma, ko sta kristjane vodila dva papeža, eden iz Rima in drugi iz Avignona.
V tem času se je kartuzija Žiče vzpela do položaja enega od najpomembnejših samostanov: žički priorji so bili zaprošeni, da bi vodili ustanovitev novih kartuzij (naj omenimo samo kartuzije Mauersbach, Schnals na Tirolskem, Mainz, Trier, Koblenz in Koeln), pri čemer so morali skrbeti za vzgojo bodočih patrov in priorjev, poskrbeti pa so morali tudi za osnovne knjige v knjižnicah teh hčerinskih kartuzij. Rimski papež Urban VI. je dal v Žičko kartuzijo prenesti sedež generalnega kapitlja kartuzijanskega reda, tako da so Žiče za skoraj dve desetletji (1391-1410) prevzele vlogo osrednjega samostana za vse kartuzijanske hiše, ki so v razkolu ostale zveste rimskemu papežu, (namesto Grande Chartreuse - Velike kartuzije v Franciji). To pomeni, da je bila Žička kartuzija nekaj časa metropola tega reda, trije žički priorji (Janez iz Barija (1391), Krištof (1391-1398) in Štefan Maconi iz Siene (1398-1410) so bili hkrati generalni priorji, kar pomeni, da so tedaj v Žičah oblikovali redovno politiko in sprejemali vse pomembne odločitve. Prav tako so samostan obiskovali tudi mnogi cerkveni odličniki in plemiči. 
Ko je red leta 1410 ponovno vzpostavil enotnost, je bil to tudi rezultat velikih prizadevanj in zaslug žičkih priorjev. Takšno delovanje v času razkola je Žičam zagotovilo dolgotrajno velik vpliv in ugled. Povezave med kartuzijami niso bile zgolj pokrajinske in zgodovinske, žička kartuzija je vzdrževala tesne stike s samostani tega reda v Pragi, Mauersbachu, Gamingu in Aggersbachu. Posebej so se med seboj povezale slovenske kartuzije, o čemer priča prepis bratovske listine med štirimi slovenskimi kartuzijami iz 26. junija 1415, sklenjene v samostanu Bistra (MS 20, FOL.105v), ki ga danes hranijo v Narodni in univerzitetni knjižnici v Ljubljani. Posebej v časih stiske (zaradi lakote, bolezni in vojn) je kartuzije duhovno povezovala skupna molitev, kartuzije so si med seboj tudi izposojale knjige in si pomagale z nasveti. 

### Štefan Maconi
Blaženega Štefana Maconi (1350–1424) iz Siene (v nekaterih slovenskih virih tudi Štefan Macone), učenca svete Katarine Sienske, med drugim žičkega in pozneje generalnega priorja papežu v Rimu zvestega dela kartuzijanskega reda med velikim zahodnim razkolom, uvrščajo med glavne protagoniste procesa, ki je kasneje pripeljal do Katarinine kanonizacije. Razširjal je njene spise, se trudil za cerkveno ter politično podporo, hkrati pa si z uspehom prizadeval za združitev svojega razklanega reda, kar je dosegel tako, da sta na koncilu v Pisi odstopila oba generalna priorja obeh obidienc in je red izvolil novega generalnega priorja, ki je bil večini kartuzij po volji.

### Filip iz Žič
V Žički kartuziji je v 14. stoletju ustvarjal Filip iz Žič (Phillip von Seitz), ki je iz latinščine prepesnil nad 8000 verzov obsegajoč ep o Marijinem življenju. Kartuzijani se zaradi poudarjanja svoje skromnosti na svoja dela sicer niso podpisovali, zaradi pripisa »Žički« pa se danes zanesljivo ve, da je delo nastalo v Žički kartuziji.

### 15. in 16. stoletje
15. stoletje je bilo na splošno obdobje razcveta, toda kmalu so sledile težave, turški vpadi in kmečki upori, veliko menihov se je navdušilo za ideje reformacije. Turška vojska je po padcu Bosne leta 1463 pogosto vdirala na slovensko ozemlje. Leta 1471 so Turki razdejali kartuziji Jurklošter in Pleterje. Obzidje Žičkega samostana s stolpi je tako iz časa fortifikacije v 15. in 16. stoletju. Takrat so spodnji samostan pričeli postopno opuščati, kljub temu pa je Žička kartuzija ena od redkih, ki je ohranila dobršen del arhitekture spodnjega samostana in edina, kjer je pokrajina med zgornjim in spodnjim samostanom ostala pretežno nenaseljena, kot je bila v poznem 12. stoletju.
Turki so večkrat napadli okolico, 3. marca 1531 so napadli tudi Žičko kartuzijo, pri tem ubili priorja Andreja in nekaj menihov. Zaradi protestantizma se je za vstop med kartuzijane odločalo vse manj oseb, sredi 16. stoletja je bila žička kartuzija skorajda prazna. V 16. stoletju je redovno življenje v Žičah za tri desetletja (1565-1595) celo zamrlo. Šele sposobnemu priorju Vianniju Gravelliju (1595-1623), poslanemu iz Velike kartuzije, je uspelo oživiti meniško življenje, vrniti del nekdanjega samostanskega premoženja in pravic.

### Ponovna ustanovitev in ukinitev
Po ponovni vzpostaviti delovanja je imela kartuzija še nekaj vzponov in padcev (slednjih predvsem zaradi negospodarnega ravnanja nekaterih priorjev s samostanskim imetjem), dokler ni leta 1782 cesar Jožef II. v duhu razsvetljenskih reform z dekretom ukinil samostan. Samostani kontemplativnih redov, kamor so spadali tudi kartuzijani, se niso skladali z miselnostjo razsvetljenstva in cesarjevimi nazori o napredku kmetijstva in industrije ter o gospodarskem razvoju. Takrat je v samostanu živelo 15 patrov, ki so se po razpustitvi razkropili, vrnili so se v domače kraje, stopili med posvetno duhovščino, niso pa se odločili za preselitev v drugo kartuzijo, verjetno v strahu, da jih ne bi še enkrat doletela ista usoda. V popisu ob razpustitvi kartuzije je bila navedena tudi oprema samostanske lekarne, med drugim tudi različna zdravila, ki so se tedaj uporabljala v medicini.

### Žička kartuzija po ukinitvi
Po razpustitvi je bil v kartuziji leta 1782 ustanovljen sedež župnije, ki je leta 1797 prenehala delovati. Šele leta 1808 je bila ustanovljena nova župnija v Špitaliču, ki deluje še danes.
Stavbe Žičke kartuzije so po razpustitvi prešle v last verskega sklada, vendar država ni vedela, kaj z njimi početi. Leta 1786 so dali meniške celice in del samostanskih poslopij podreti, gradbeni material prodati, po velikem požaru v Konjicah so ljudje za obnovo porabili gradbeni material že opustele kartuzije.
Leta 1828 je propadajočo kartuzijo od verskega sklada na dražbi kupil knez Weriand von Windischgrätz. V lasti te rodbine je kartuzija bila formalno vse do konca II. svetovne vojne.

### Zapisi poimenovanj kartuzije v zgodovini
Seitz (1185), Sitze (1186, 1243), Seiz (1202, 1234), Sishe (1229), Seitis (1233), Sits (1235, 1257), Siz (1237), Syces (1240), Sic (1243), Syces (1245), Siths (1247), Seits (1257)

## Samostanski cerkvi

### Cerkev sv. Janeza Krstnika
Veliko redovno cerkev sv. Janeza Krstnika, (»ecclesia maior«), po kateri se je poimenovala celotna dolina, je leta 1190 posvetil oglejski patriarh Gotfrid von Hohenstaufen.

### Cerkev Marijinega obiskanja
Tudi cerkev Marijinega obiskanja v Špitaliču (»ecclesia minor«), sestavni del nekdanjega bratovskega samostana v sklopu Žičke kartuzije, je leta 1190 posvetil oglejski patriarh Gotfrid von Hohenstaufen, ter je danes župnijska cerkev. Zgrajena je bila v slogu francoske pozne romanike in se je ohranila skoraj nespremenjena. Ohranil se je tudi vhodni portal, prestavljen na zahodno stran, grajen v slogu prehoda med romaniko in gotiko. Na vsaki strani ga krasijo trije vitki stebriči, ki se končujejo v večplastnih čašastih listnih kapiteljih. Ker so na levi strani klesani listni kapitelji, na desni pa brstni, iz tega sklepajo, da sta hkrati na portalu delala dva klesarja. V polkrožni luneti nad vrati je vklesan relief mističnega jagnjeta z vstajenskim križem, ki je edinstven na področju današnje Slovenije. Leta 1757 je celjski rezbar Ferdinand Gallo za cerkev v Špitaliču izdelal dva stranska oltarja, v lahkotnem rokokojskem slogu, ki sta razgibana, slikovita in polna detajlov.

## Gospodarske dejavnosti Žičke kartuzije
Žička kartuzija je že pred letom 1672 ustanovila najstarejšo glažuto na Slovenskem, ki je delovala v Špitaliču, ob potoku Žičnica, drugo pa okoli 1700 do 1764 pri Leskovcu, na severnem pobočju Konjiške gore , saj se je odprla možnost prodaje steklenic  v Rogaško Slatino. V matičnih knjigah župnije Slovenske Konjice se v letu 1641 kot krstna botra navajata steklarja Jakob in Krištof Ulrich. Leta 1642 sta vpisana dva pisarja - tajnika (scriba pro tempore in vitraria) in steklar (glassmacher ali vitrarius). Tajnik je vodil delo glažute in je za poslovanje odgovarjal prokuraturju ali oskrbniku kartuzije.

### Vinogradništvo in vinarstvo
O kartuzijanskem samostanu v Žičah je Paolo Santonino v svojem popotnem dnevniku med drugim zapisal: »Poleg tega imajo tukajšnji menihi več prostornih vinskih kleti, v katerih vidiš velikanske, občudovanja vredne sode. ...Ta čas imajo sami več vina kakor vsa preostala pokrajina skupaj.«

## Samostanska knjižnica
O svojem obisku v Žičkem samostanu, ko se je 30. maja 1487 na vizitaciji po naročilu oglejskega patriarha Marka Barbara tu ustavil škof Peter iz Caorleja, je škofov tajnik in jurist Paolo Santonino v svoj popotni dnevnik (COBISS) zapisal, da je v samostanski knjižnici več kot 2000 knjig, ki so zvečine pisane na roko (rokopisi) in ne tiskane. S tako izjemno bogato knjižnico so Žiče prekašale tedanje samostane daleč naokoli. Danes poznamo samo desetino teh rokopisov, toda Santoninovi zapiski so resnični. V srednjem veku so knjige urejali po vsebinskih sklopih, ki so jih označevali s črko, poleg tega pa je vsaka knjiga dobila tudi številko, ki je označevala njeno mesto na polici. Na podlagi oznak (signatur) na do danes ohranjenih kodeksih (rokopisih) je bilo možno izračunati, da je Santonino v resnici stopil v knjižnico, ki je hranila okoli dvatisoč knjig. Sredi 16. stoletja je žički samostan zaradi vsakovrstnih nesreč opustel in nadvojvoda Karel II. Avstrijski je ukazal knjige iz tedaj skoraj praznih kartuzij Žiče, Jurklošter in Millstatt preseliti v knjižnico novoustanovljenega jezuitskega kolegija v Gradcu.
- Molitvenik žičkih patrov iz leta 1423
- Poslikana inicialka rokopisa iz Žičke kartuzije
- Platnica žičkega rokopisa

### Žički rokopisi
Kartuzijani niso širili vere med ljudmi z govorjeno besedo, pač pa s pisano, in so medse sprejemali le ljudi s temeljitim znanjem jezika in pisarskih veščin. Velik del svojega življenja so posvetili natančnim prepisom in ustvarjanju novih besedil z vseh področij, od teologije do astronomije, od praktičnih ved do književnih stvaritev. Med ohranjenimi besedili je veliko znamenitih del, ki so neprecenljivi spomeniki naše intelektualne dediščine in širšega srednjeevropskega prostora, med drugim tudi dela Filipa iz Žič, Nikolaja Kempfa in Sifrida Švabskega.
Rokopisi iz Žičke kartuzije dajejo kljub okrnjenosti vpogled v več stoletij nepretrganega razvoja srednjeveške knjige. Danes je znanih približno 120 srednjeveških zapisov (rokopisov, inkunabul in pergamentov) ter skoraj 100 fragmentov. To pa je le majhen del nekdanjega bogastva samostanske knjižnice in še ta je zvečine zunaj slovenskih meja. Vendar je to edina skupina srednjeveških rokopisov iz slovenskih krajev, kjer lahko govorimo o skoraj štiri stoletja trajajočem nepretrganem rokopisnem delovanju samostanske skupnosti.
Ker so rokopisi mnogoplastni spomeniki, nam sporočajo marsikaj: ohranjene signature nam povedo, da je bilo v knjižnici Žičke kartuzije resnično kakih 2000 rokopisov. Pod besedila so se nekajkrat podpisali prepisovalci iz zunanjega sveta, ki so nemara bili dobrotniki samostana, ohranjene  pisave pa so bogata paleta različnih paleografskih oblik. To je edina dovolj zaokrožena skupina rokopisov na Slovenskem, da lahko spremljamo razvoj okrašenih inicialk in govorimo o t. i. »žičkem slogu«. Poleg tega se jih nekaj postavlja z barvitim slikarskim okrasjem. Zaradi redovnih določil so patri smeli inicialke izpisati zgolj s peresom iz trstike in z raznobarvnimi črnili (tintami), poslikavo inicialk pa prepustiti poklicnim, pogosto potujočim slikarjem, ki so prihajali od daleč, tudi iz južne Nemčije, z Dunaja in Prage, pa tudi iz severne Italije.

## Današnja ohranjena arhitektura
- Razvaline nekdanjih objektov
- Nekdanji veliki križni hodnik s poznogotsko kapelo Vseh svetnikov
- Obrambni stolp z obzidjem
- Detajl kapele
- ohranjeni cerkveni sklepnik z reliefom krilatega vola, simbolom evangelista sv. Luke, sedaj vzidan na fasadi
- Redovna cerkev sv. Janeza Krstnika pred prenovo
- Žička kartuzija z zeliščnega vrta
- Replika zgodovinske mize v zeliščnem vrtu
- Replika mize iz leta 1656
- Replika mize iz leta 1656 - detajl

Poleg ohranjenih stavb je najmogočnejša izmed razvalin velika redovna cerkev sv. Janeza Krstnika z Otokarjevo kapelo, delno ohranjeni ali izkopani samostanski deli so še refektorij, kleti, kuhinja, nadstropni trakt, del križnega hodnika in poznogotska pokopališka kapela Vseh svetnikov, v katero so pokopavali priorje. Obnovljeno je mogočno obzidje s stolpi, ter zeliščni vrt z repliko originalne kamnite mize s klopjo.

### Gastuž
Goste oz. tujce so kartuzijani vedno sprejemali izven obzidja kartuzije. Po ukinitvi spodnjega samostana so goste sprejemali v Gastužu, verjetno najstarejši gostilni na Slovenskem (od leta 1467), ki v svoji zbirki hrani tudi srednjeveške kuharske recepte. Gostilna znova obratuje v dveh etažah prenovljenega objekta.

## Žička kartuzija danes
Danes kartuzija velja za turistično zanimivost in edinstven kulturno-zgodovinski spomenik, ki ga letno obišče okrog 20.000 obiskovalcev. Ob 850-letnici ustanovitve žičke kartuzije je bila le-ta na seji vlade Republike Slovenije dne 24. junija 2015 razglašena za kulturni spomenik državnega pomena.

### Prireditve in razstave
V poletnem času na samostanskih tleh potekajo razne glasbene prireditve, med katerimi so najodmevnejši koncerti v okviru Poletnih glasbenih večerov v Žički kartuziji, ki jih organizira Center za kulturne prireditve Slovenske Konjice.
Od 30. junija 2007 je v kartuziji na ogled stalna razstava Nataše Golob: »Kulturna dediščina Žičke kartuzije«, urejena je muzejska zbirka in samostojen avdioogled na 16 točkah v več jezikih.

### Evropska pešpot sv. Martina Tourškega
Od nadžupnijske cerkve sv. Jurija v Slovenskih Konjicah do Žičke kartuzije in naprej do župnijske cerkve sv. Martina na Ponikvi (etapa 10) vodi Evropska pešpot sv. Martina Tourškega (Via Sancti Martini), ki jo je leta 2005 Svet Evrope proglasil za Veliko evropsko kulturno pot. Dolga je 2500 km in povezuje kraje, ki so zaznamovali življenje in čaščenja tega znamenitega svetnika.